# Масонже
Масонже (фр. Massongex) — громада  в Швейцарії в кантоні Вале, округ Сен-Моріс.

## Географія
Громада розташована на відстані близько 90 км на південний захід від Берна, 30 км на захід від Сьйона.
Масонже має площу 6,6 км², з яких на 15% дозволяється будівництво (житлове та будівництво доріг), 34,2% використовуються в сільськогосподарських цілях, 47,4% зайнято лісами, 3,5% не є продуктивними (річки, льодовики або гори).

## Демографія
2019 року в громаді мешкало 1818 осіб (+10% порівняно з 2010 роком), іноземців було 17,4%. Густота населення становила 274 осіб/км².
За віковим діапазоном населення розподілялося таким чином: 21,7% — особи молодші 20 років, 64,2% — особи у віці 20—64 років, 14,1% — особи у віці 65 років та старші. Було 762 помешкань (у середньому 2,4 особи в помешканні).
Із загальної кількості 331 працюючого 21 був зайнятий в первинному секторі, 93 — в обробній промисловості, 217 — в галузі послуг.